# بات كوين (محامي)
بات كوين هو لاعب هوكي الجليد ومحامي كندي، ولد في 29 يناير 1943 في هاميلتون في كندا، وتوفي في 23 نوفمبر 2014 في فانكوفر في كندا.

## وصلات خارجية
- بات كوين على موقع دوري الهوكي الوطني (الإنجليزية)
- بات كوين على موقع قاعة مشاهير الهوكي (لاعب أن.إتش.أل) (الإنجليزية)
- بات كوين على موقع EliteProspects.com (الإنجليزية)
- بات كوين على موقع HockeyDB.com (الإنجليزية)
- بات كوين على موقع Hockey-Reference.com (الإنجليزية)